# Schaduwjongen
Schaduwjongen (Noors: De som ikke finnes) is een jeugdboek van de Noorse schrijver Simon Stranger. Het is het derde deel van een trilogie. Het eerste deel is niet vertaald; het tweede deel is vertaald als Wereldredders.

## Verhaal
Het boek Schaduwjongen gaat over vluchtelingen, mensen die geen papieren hebben. De hoofdpersoon van het boek is Samuel. Hij laat zijn familie in Afrika achter om te proberen om naar Europa te komen voor een betere toekomst.